# St. Johannes Baptist (Nideggen)

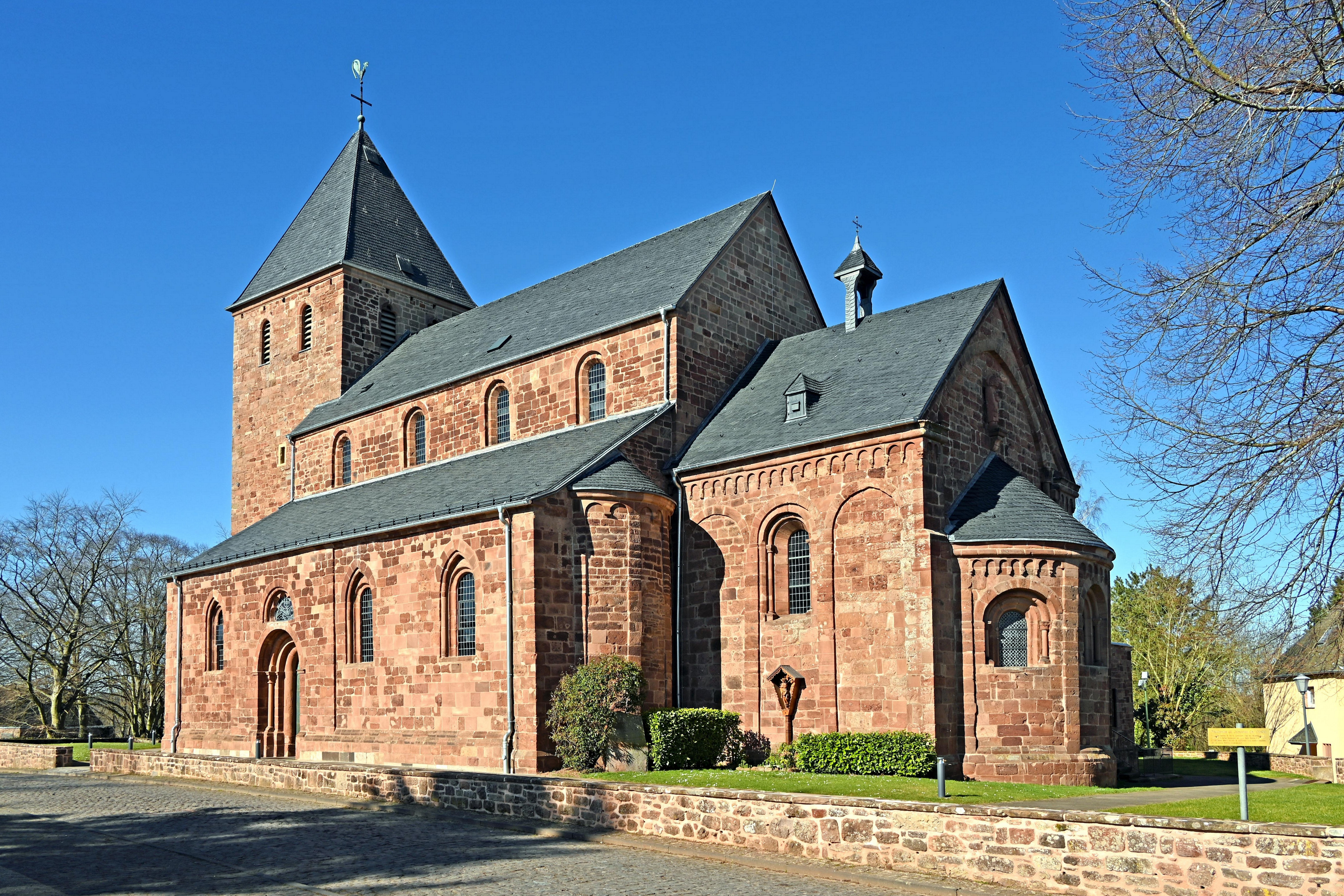
St. Johannes Baptist von Südosten

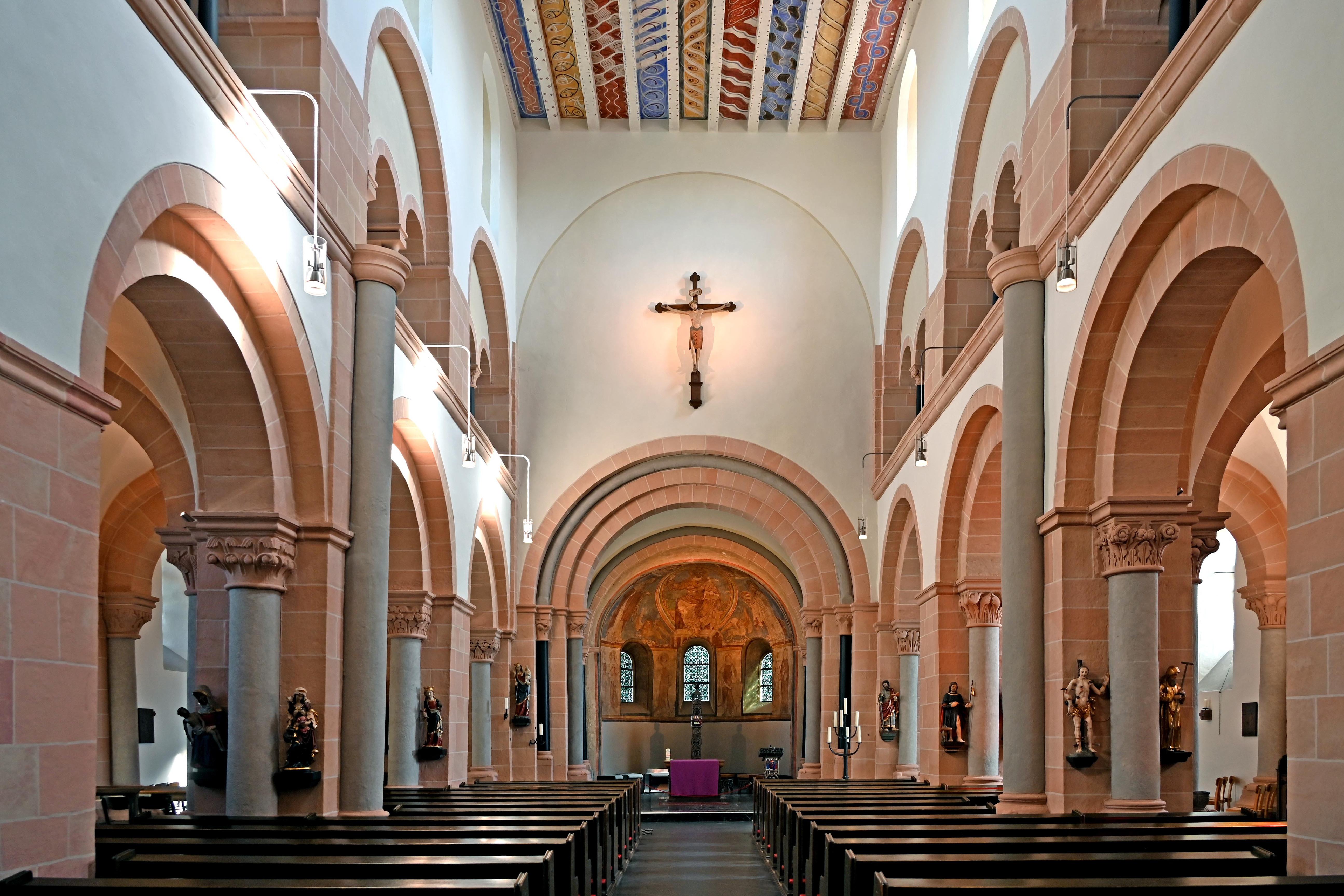
Innenansicht

St. Johannes Baptist ist die römisch-katholische Pfarrkirche der Stadt Nideggen im Kreis Düren in der Nordeifel (Nordrhein-Westfalen). Die Kirche liegt direkt an der Zufahrt zur Burg Nideggen, sie ist Johannes dem Täufer geweiht.

## Geschichte
Die Kirche wurde um 1177 erbaut. 1219 wurde das Gotteshaus vom Grafen Wilhelm II. von Jülich dem Deutschherrenorden geschenkt. 1282 wurden dann die Johanniter Eigentümer, die für die Seelsorge im Ort zuständig wurden. Bis 1794 stellte der Orden die Seelsorger.
Nach einem Blitzeinschlag in den Kirchturm wurde das Gebäude 1648 im Dreißigjährigen Krieg erheblich zerstört. 1657 erfolgte der Wiederaufbau. Nach heftigen Erdbeben im 18. Jahrhundert erfolgte die Restaurierung in den Jahren 1898 bis 1900 unter dem Straßburger Dombaumeister Ludwig Arntz. Bei den schweren Kämpfen im Zweiten Weltkrieg im Hürtgenwald wurde der nordwestliche Teil der Kirche zerstört. Der Nideggener Architekt Heinrich Lauer leitete den Wiederaufbau. Am 31. Mai 1957 wurde der neue Altar geweiht.
Sehenswert sind die restaurierten Fresken in der Pfarrkirche.
Die Kirche wurde am 12. März 1987 unter Nr. 66 in die Liste der Baudenkmäler in Nideggen eingetragen. Der Text der Denkmalbeschreibung lautet:
„Die baulich sehr bemerkenswerte romanische Pfarrkirche wurde im ersten Viertel des 13. Jahrhunderts erbaut. dreischiffige Sandsteinbasilika mit vorgestelltem Westturm, der Turm viergeschossig, zur Südseite weitgehend mit erhaltenem Mauerwerk, das westliche Turmportal erneuert, das Langhaus zu vier Jochen, in der zweiten Achse rundbogiges Portal mit eingestellter Säule und Kapitellen sowie Ringwulst, darüber Lünettenöffnung mit eingestelltem Fächer, die rundbogigen Fenster mit spitzbogigem Überfang und eingezogenem Wulst der gestelzte Chor außen mit drei Blendbögen und mittlerem Fenster, darüber Rundbogenfries, halbrunde, niedrige Apsis, mit drei Fenstern, eingestellt Säulen mit Ringwulst in der Archivolte, Lisenengliederung mit Rundbogenfries, oberhalb der Apsis Triumphblendbogen, die Seitenschiffe mit halbrunder, östlicher Apsis, diese mit Lisenen und Rundbogenfriesgliederung, im Innenraum das Kirchenschiff mit halbrunden Säulenvorlagen, das Triforium mit eingestellten Doppelsäulen, moderne Betondecke, die Nebenschiffe kreuzgratgewölbt, darüber offene Emporen, die halbrunde Apsis mit Ausmalung, die Ausstattung mit reichem Skulpturenschmuck des 15./16. Jh; in der Kirchhofmauer Reste von Grabkreuzen des 17. Jh. aus Sandstein.“

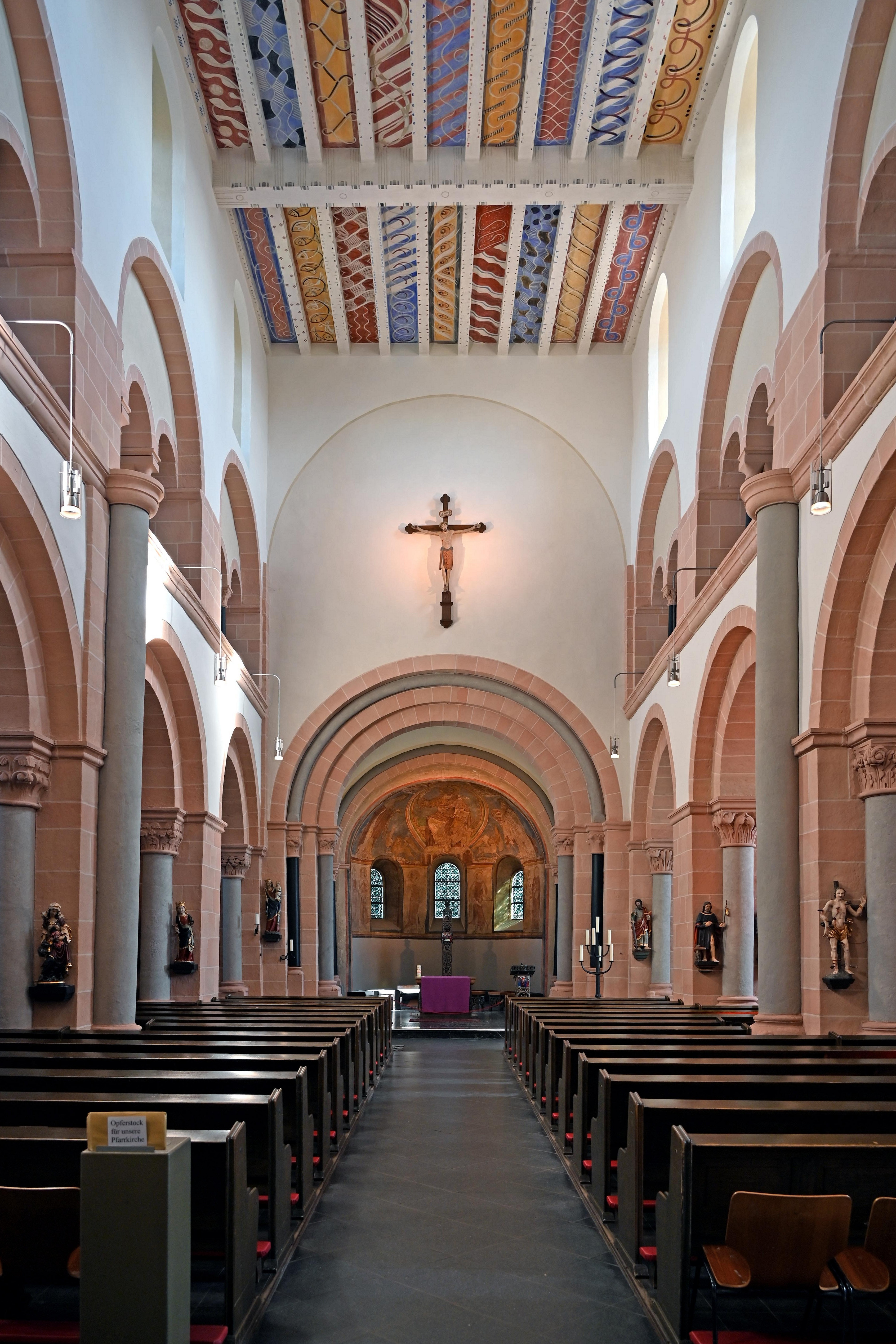
Innenraum
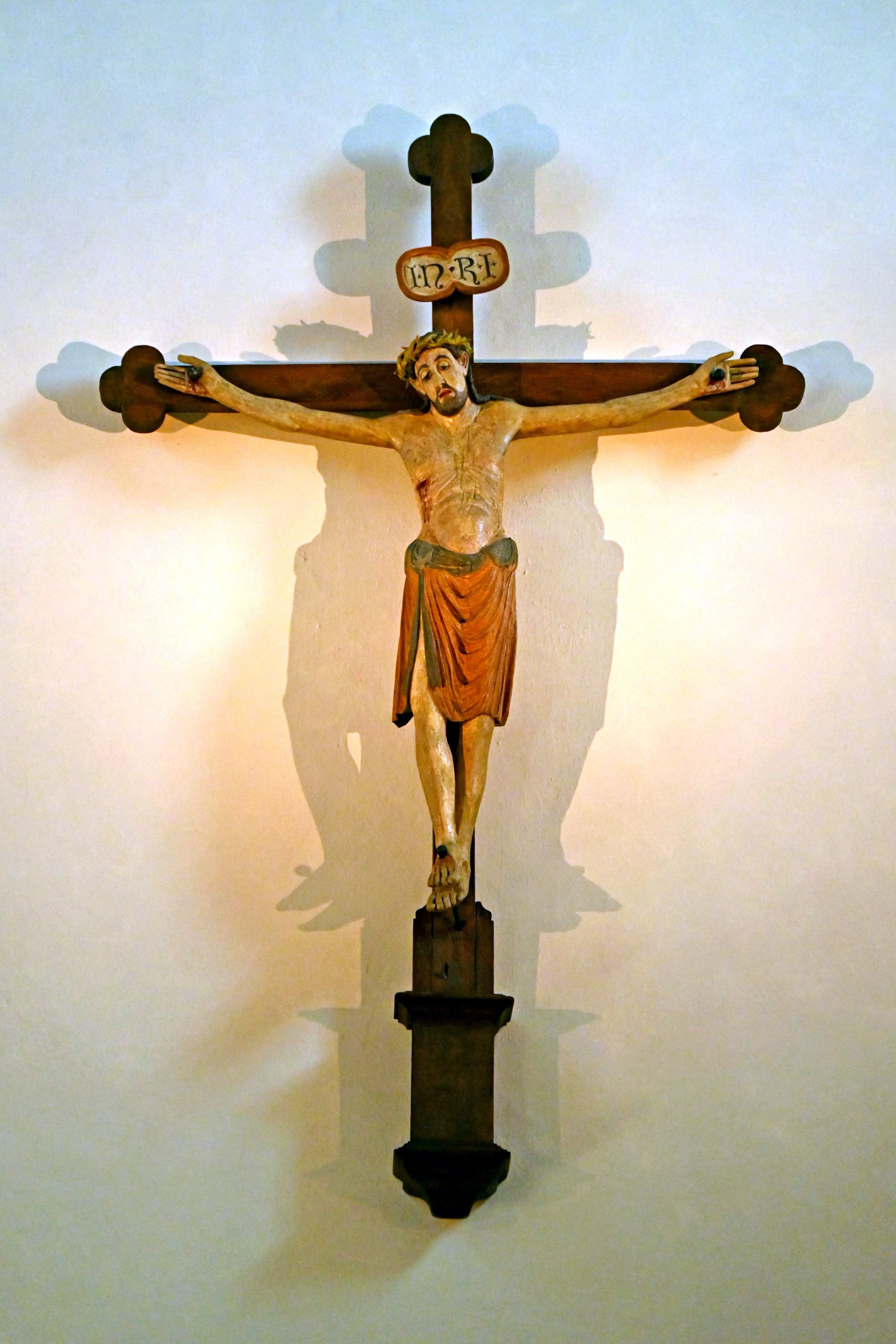
Kruzifix von 1220
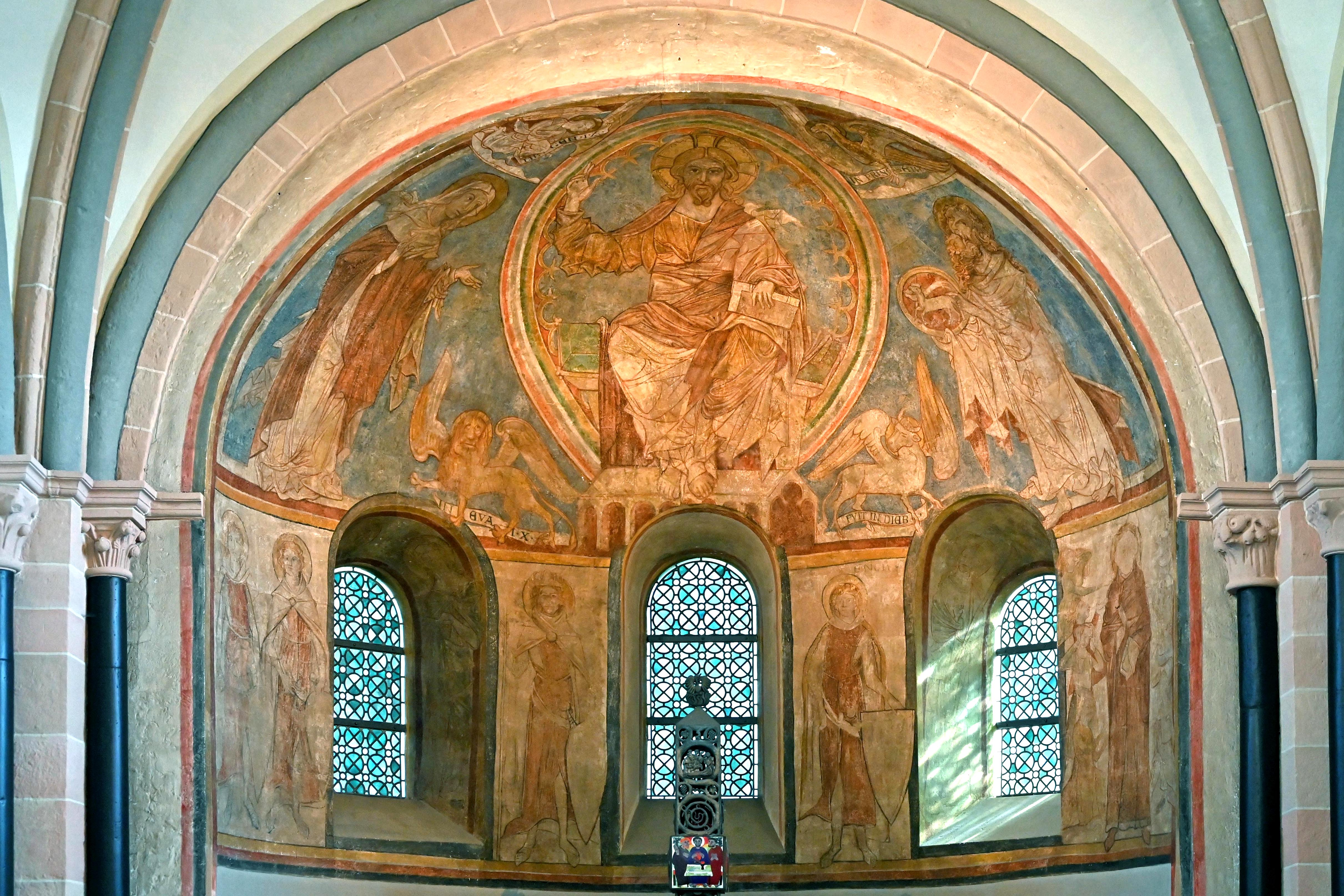
Apsisfresko um 1240
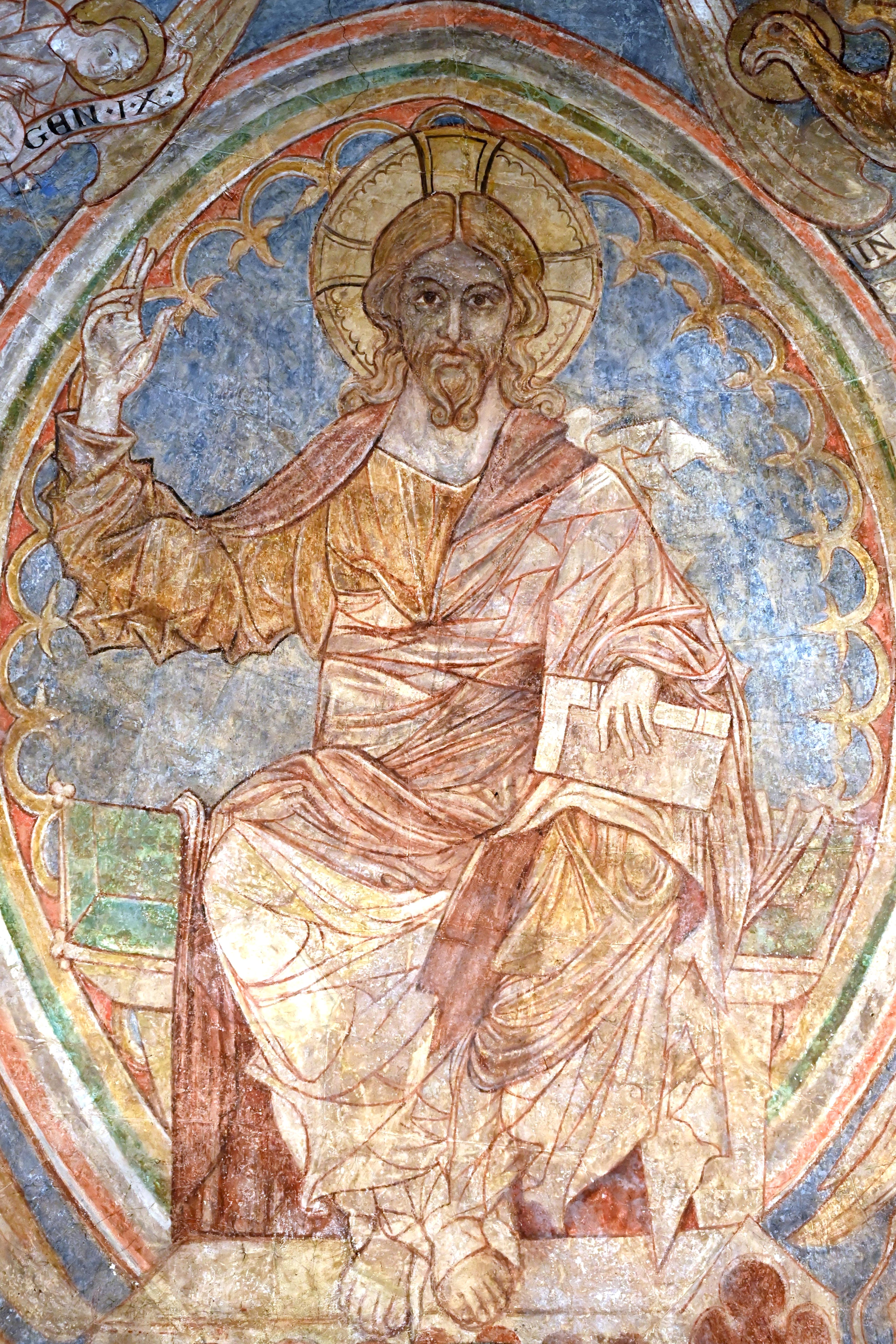
Christus in der Mandorla
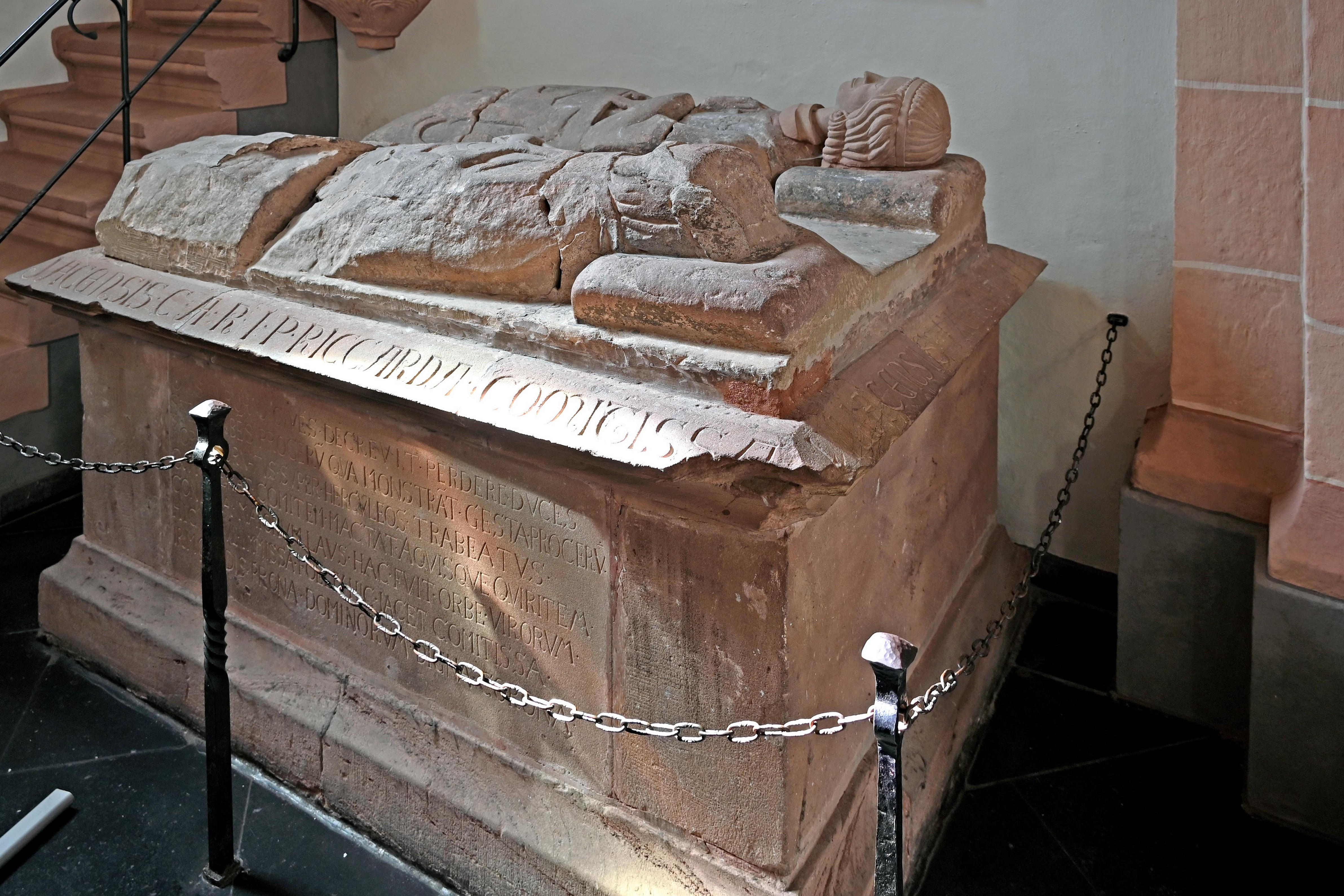
Hochgrab Wilhelm IV. von Jülich † 1278
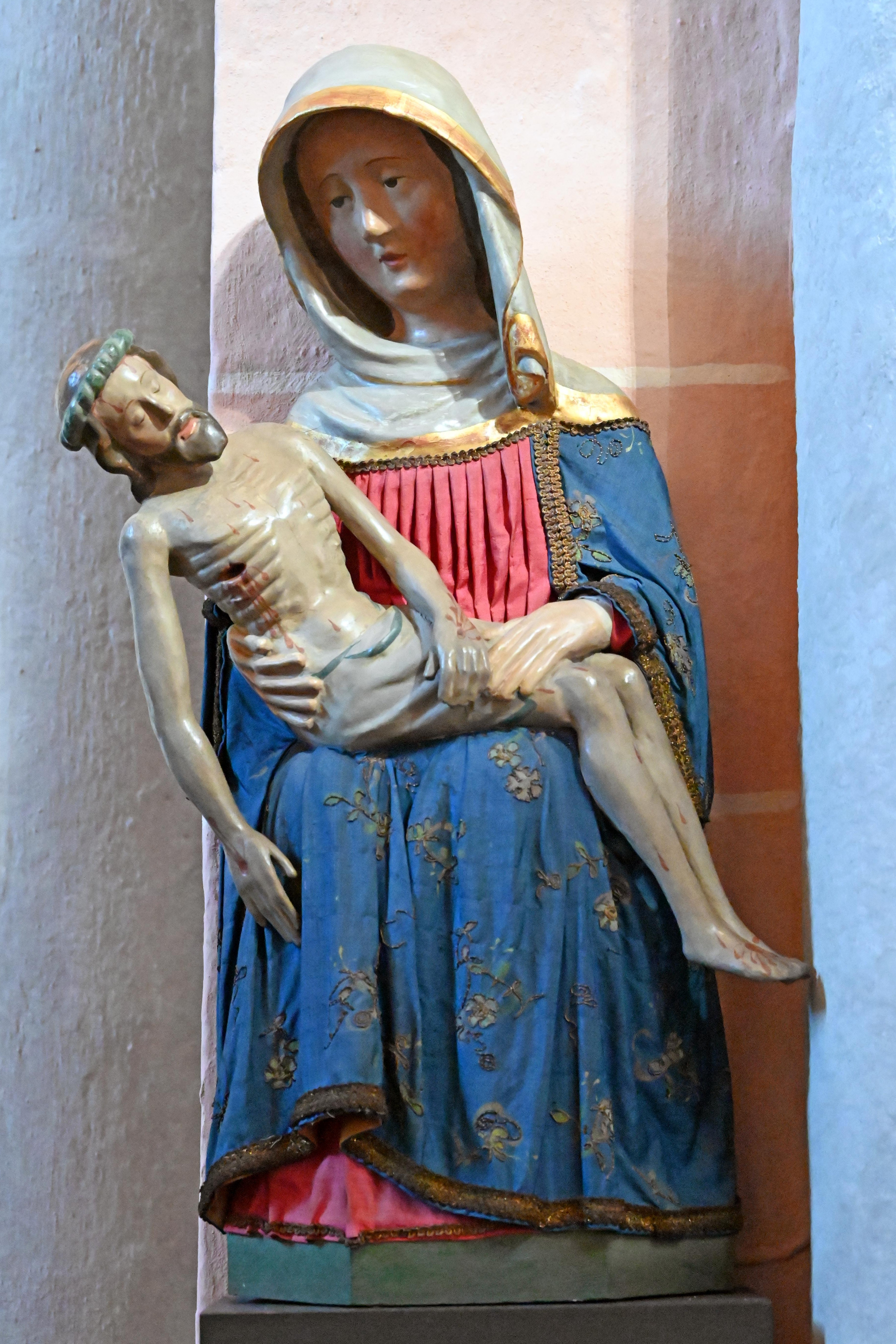
Pietà (14. Jh.)
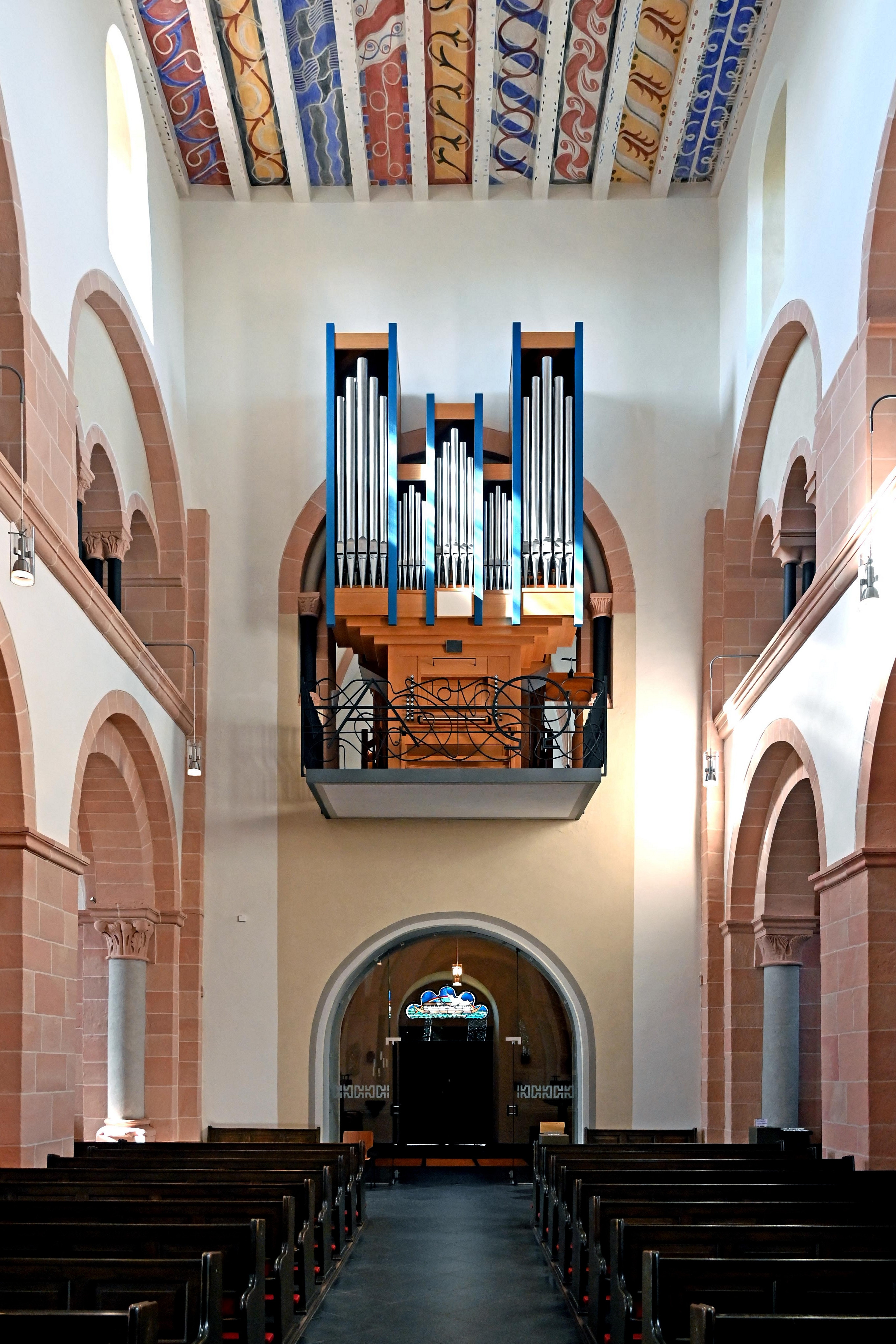
Fasen-Orgel (2003)

Bei einer Untersuchung im August 2019 wurde unter der Kirche ein Raum von 3,16 mal 3,43 Metern Tiefe deutlich, in dem „sogar zwei Sarkophage Platz hätten“. Die Vermutungen gehen dahin, dass der vor 742 Jahren in Aachen ermordete Graf Wilhelm IV. von Jülich hier bestattet sein könnte.